# Mamure-kasteel

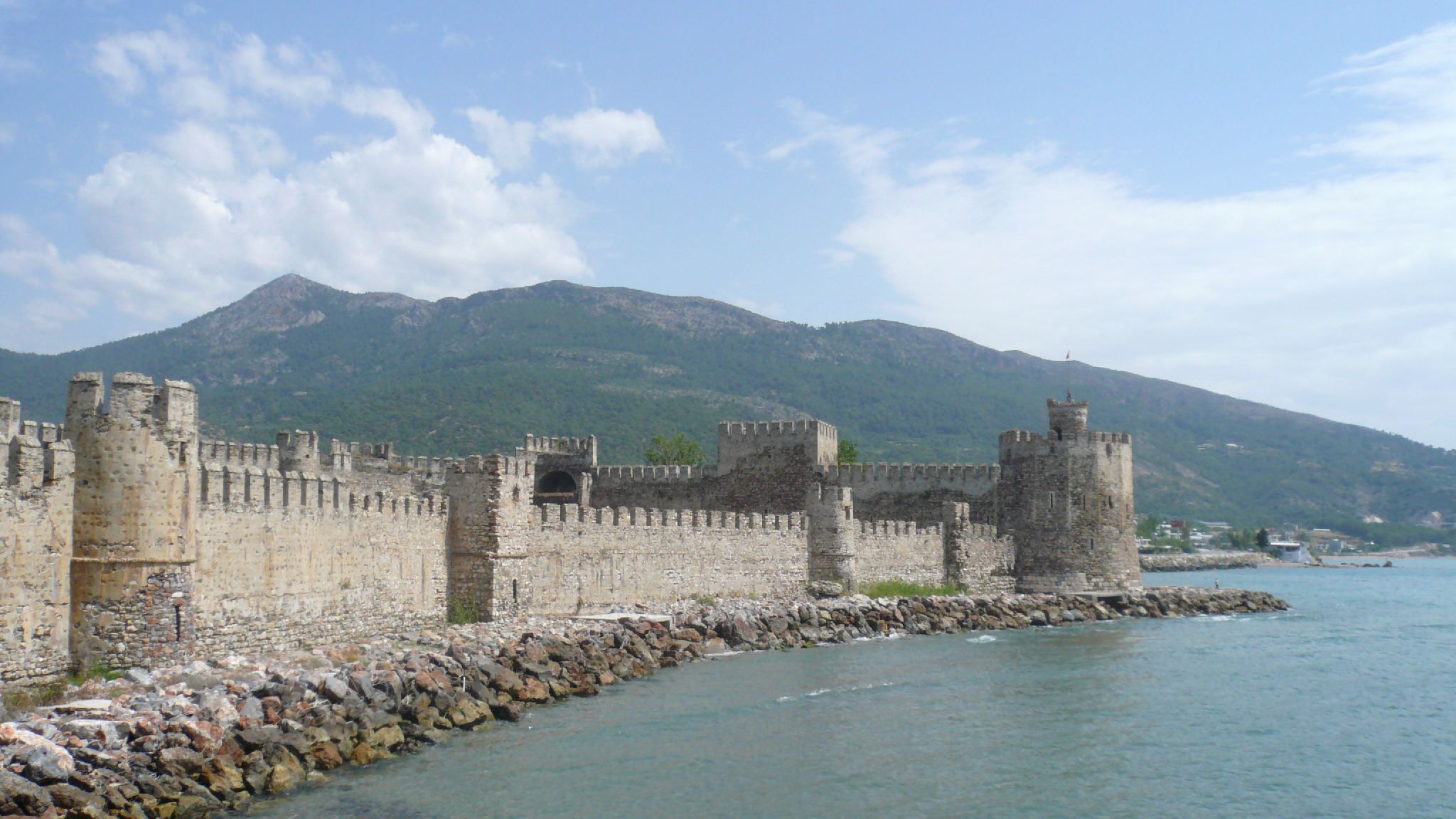
Zicht op zee

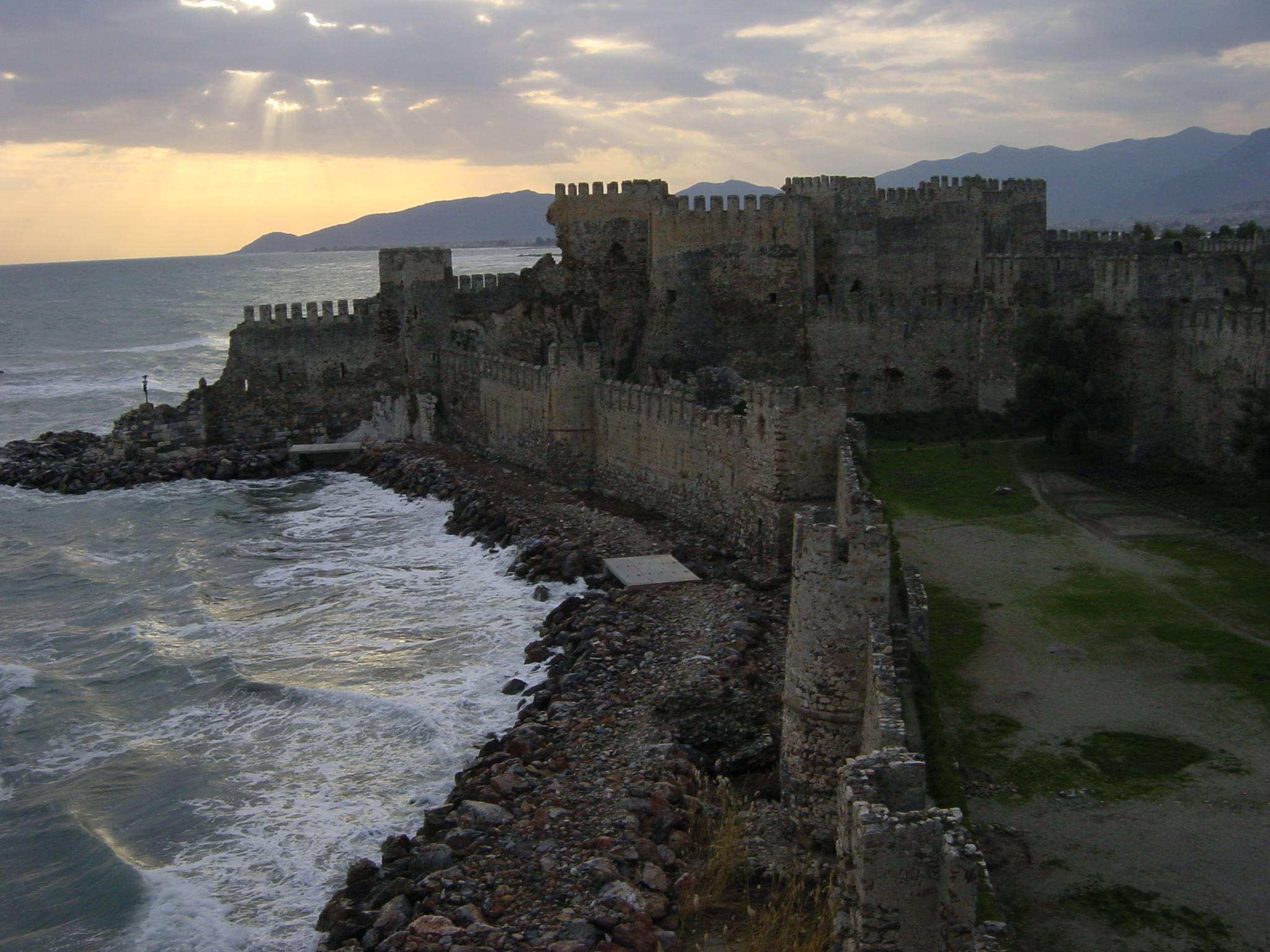
Mamure-kasteel

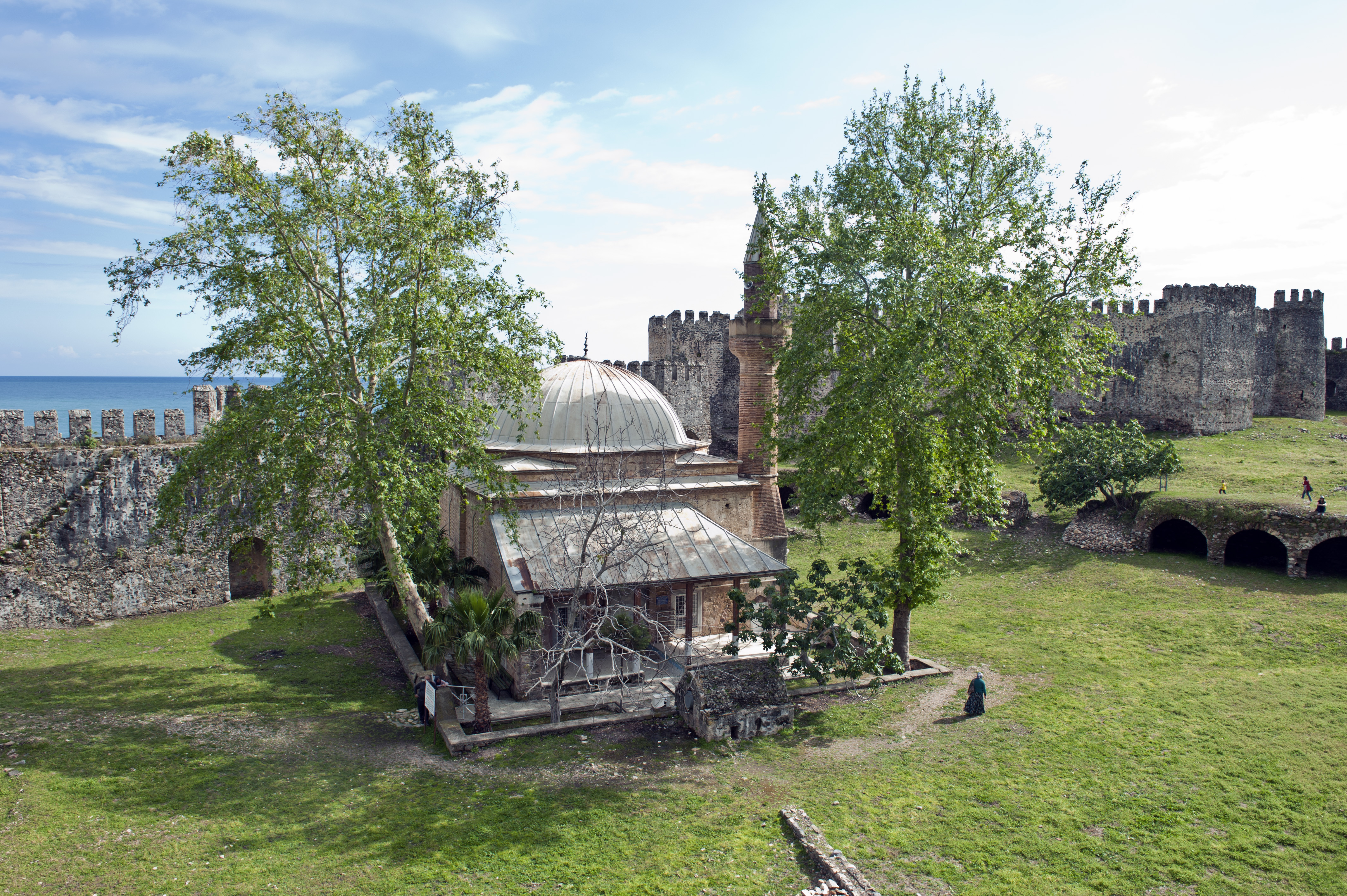
Moskee op de westelijke binnenplaats

Mamure-kasteel (Turks: Mamure kalesi) is een goedbewaard middeleeuws kasteel, 6 kilometer ten oosten van Anamur in de provincie Mersin. Het kasteel ligt direct aan zee.

## Geschiedenis
Het kasteel werd gebouwd in de 11e eeuw door de heersers van het Cilicisch Armenië op de funderingen van een Romeins fort uit de derde eeuw na Christus. Het werd gebouwd ter bescherming tegen piraten en gerepareerd in het Byzantijnse Rijk en tijdens kruistochten. Toen Kayqubad I van de Seltsjoeken in 1221 de ruïnes van het kasteel innam bouwde hij een groter kasteel met hergebruik van het bestaande materiaal. Later maakte de Karamaniden de dienst uit in het kasteel. Tijdens het regime van Mahmut of Karaman werd het bezet en gerepareerd en hernoemd Mamure (welvarend). In 1469 werd het kasteel geannexeerd door het Ottomaanse Rijk. Het werd achtereenvolgens gerepareerd in de 15e, 16e en de 18e eeuw. Een deel van het kasteel werd gebruikt als Karavanserai.
In het kasteel werden in 1988 mozaïekvloeren ontdekt die uit de late Romeinse tijd van de 3de tot de 4de eeuw dateren.

## Architectuur
Het kasteel heeft een afmeting van 240 bij 170 meter. Het is omgeven door een slotgracht en heeft 39 torens, die zijn verbonden door wallen. Het kasteel heeft drie binnenplaatsen, namelijk: west, oost en zuid. De westelijke binnenplaats bevat een klein complex bestaande uit een enkele en een verwoeste moskee, minaret en een Hamam (Turks badhuis). Op de zuidelijke binnenplaats bevinden zich resten van een vuurtoren.

## Foto's

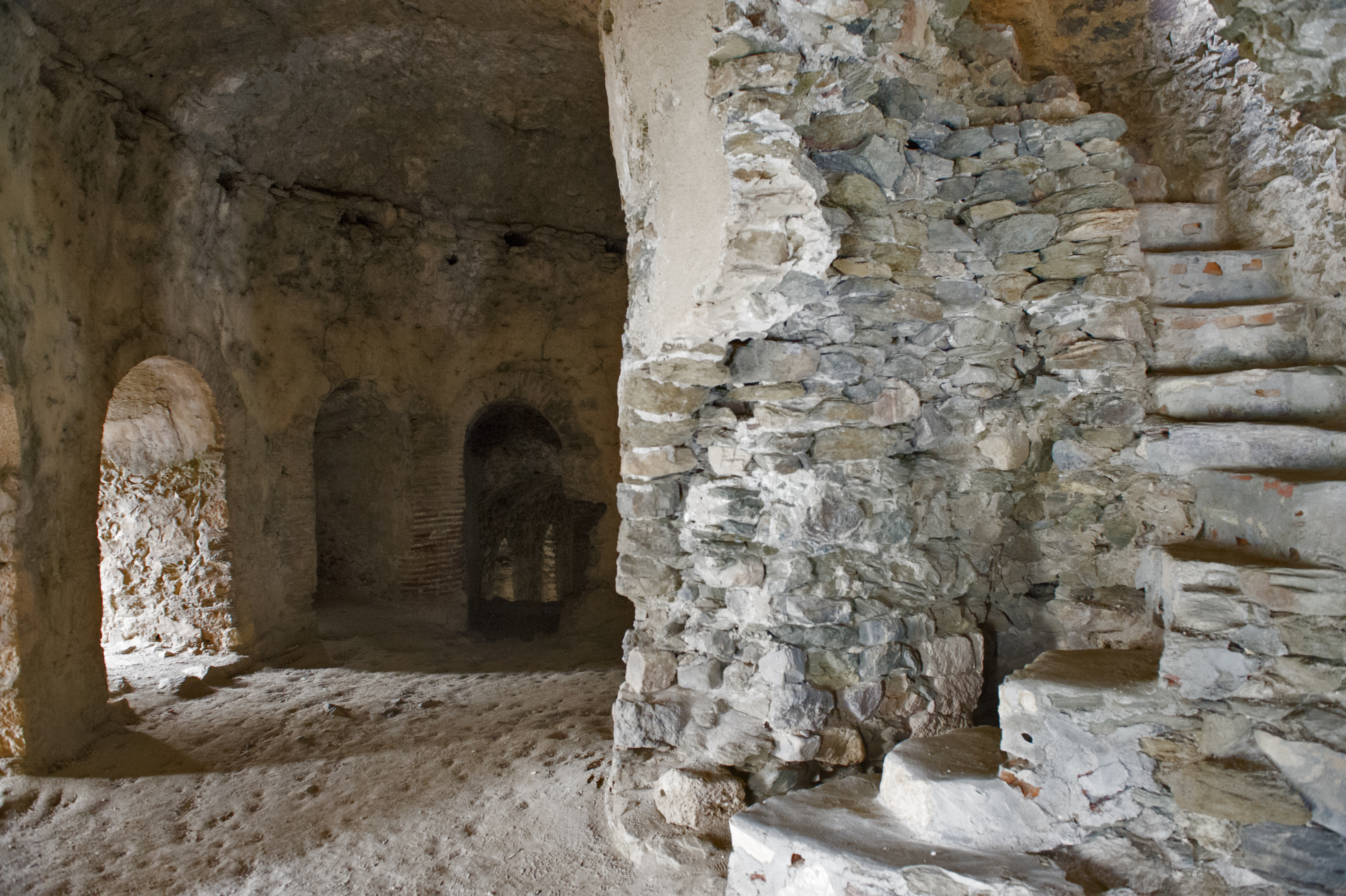
Anamur Castle Main tower view 8714
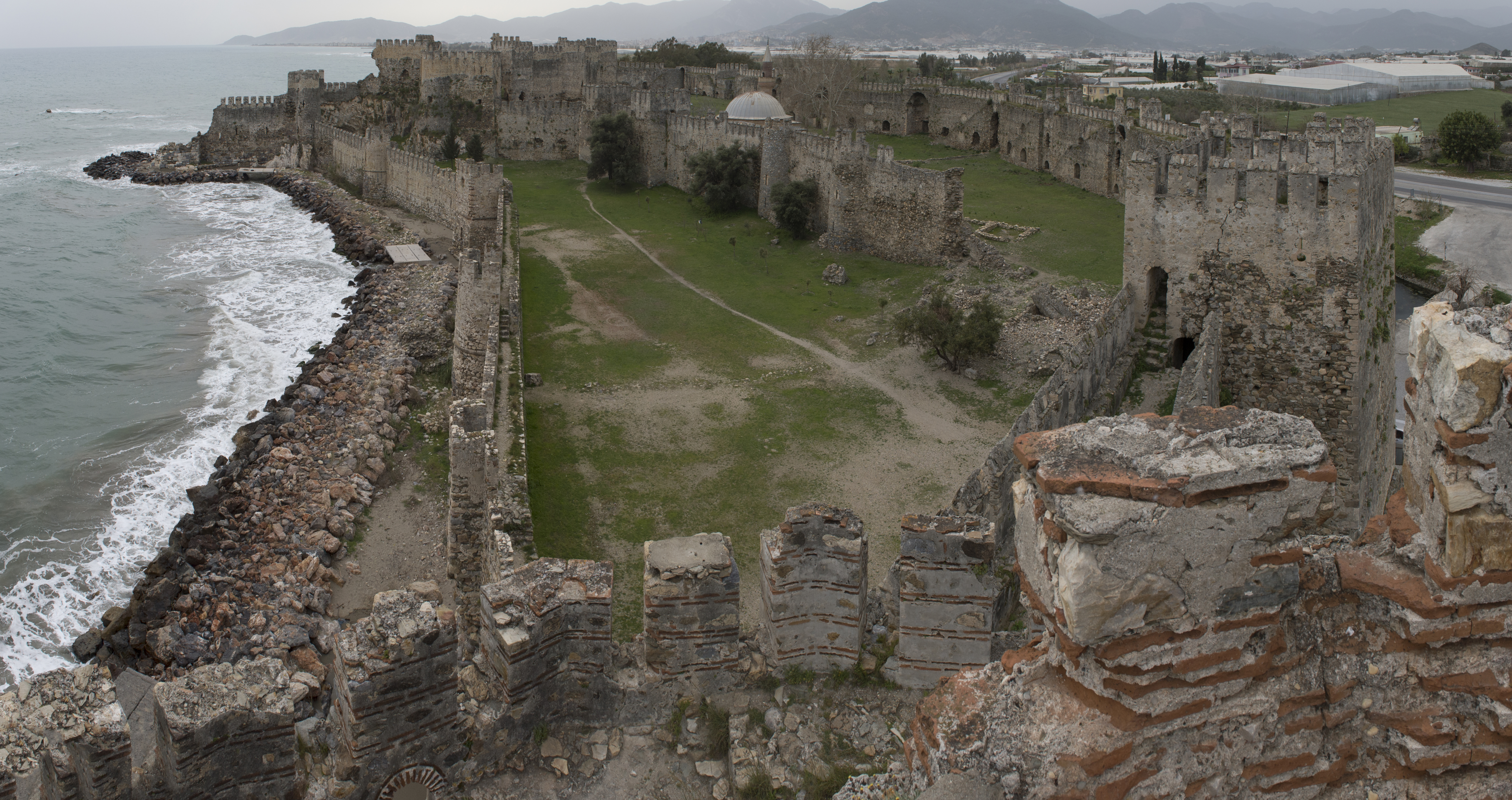
Anamur Castle Main tower view 8716 Panorama
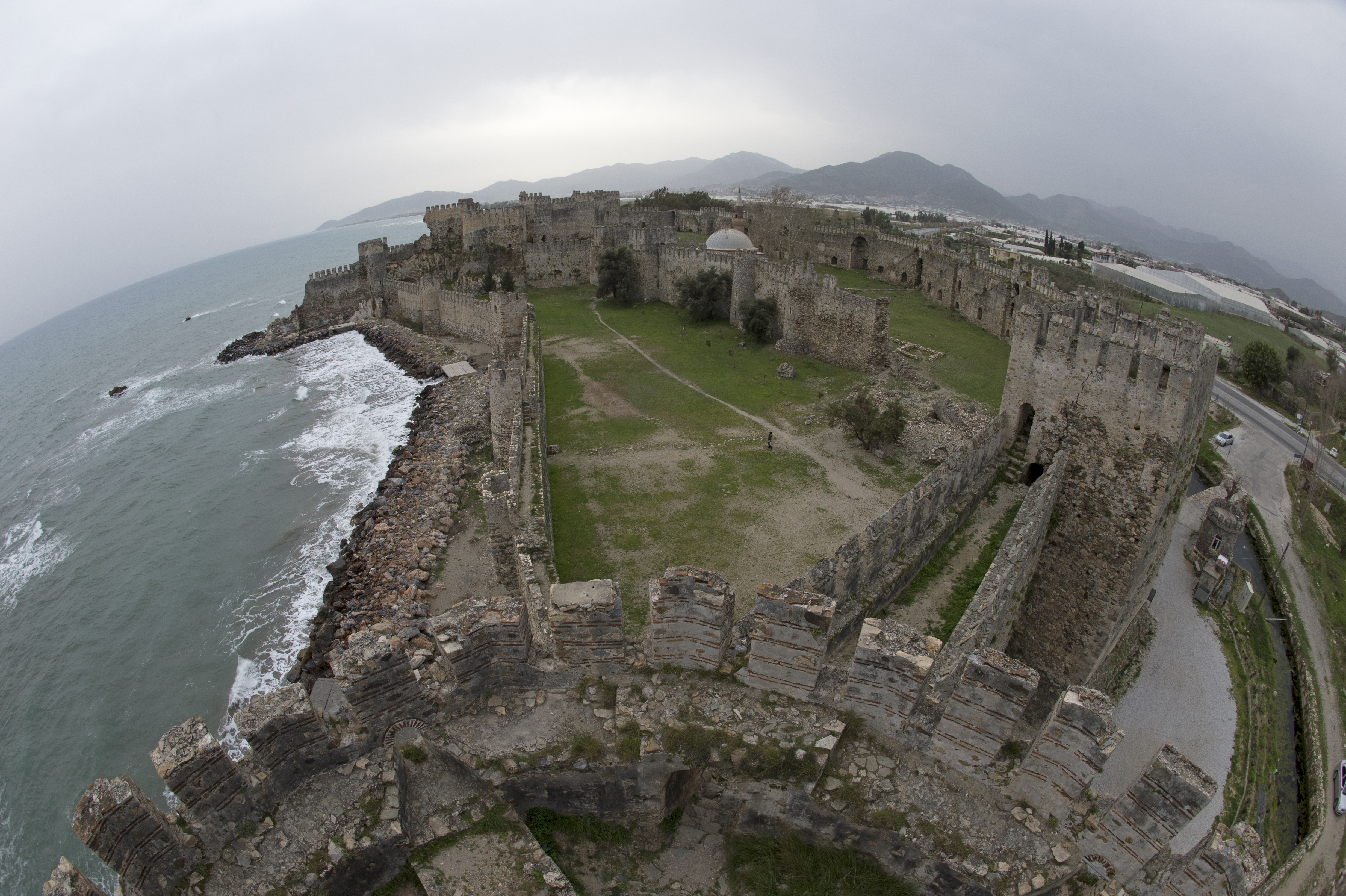
Anamur Castle Main tower view 8725
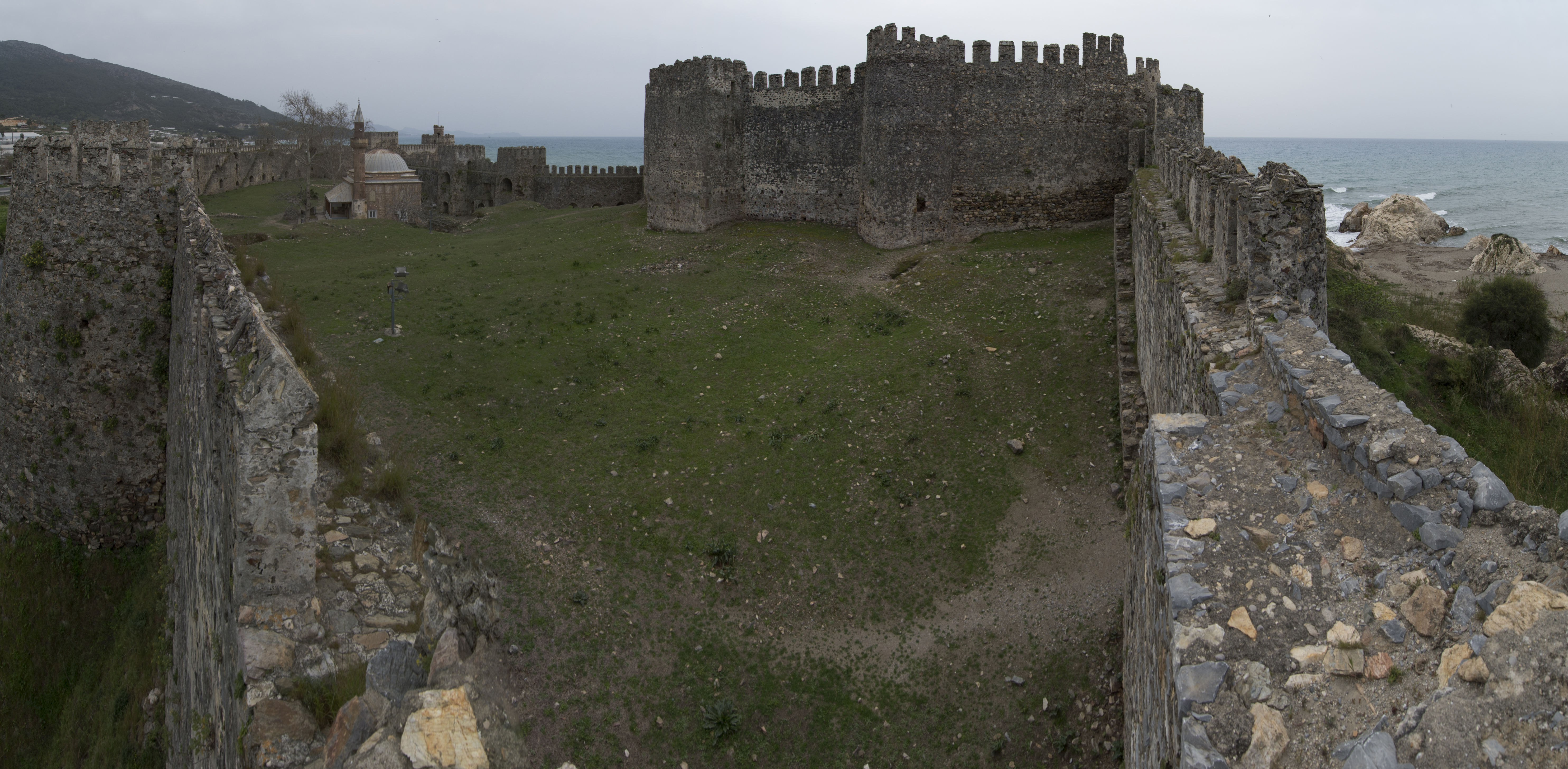
Anamur Castle Outer castle 8660 Panorama 2
Anamur Castle North side 8557
Anamur Castle Sea side 8744
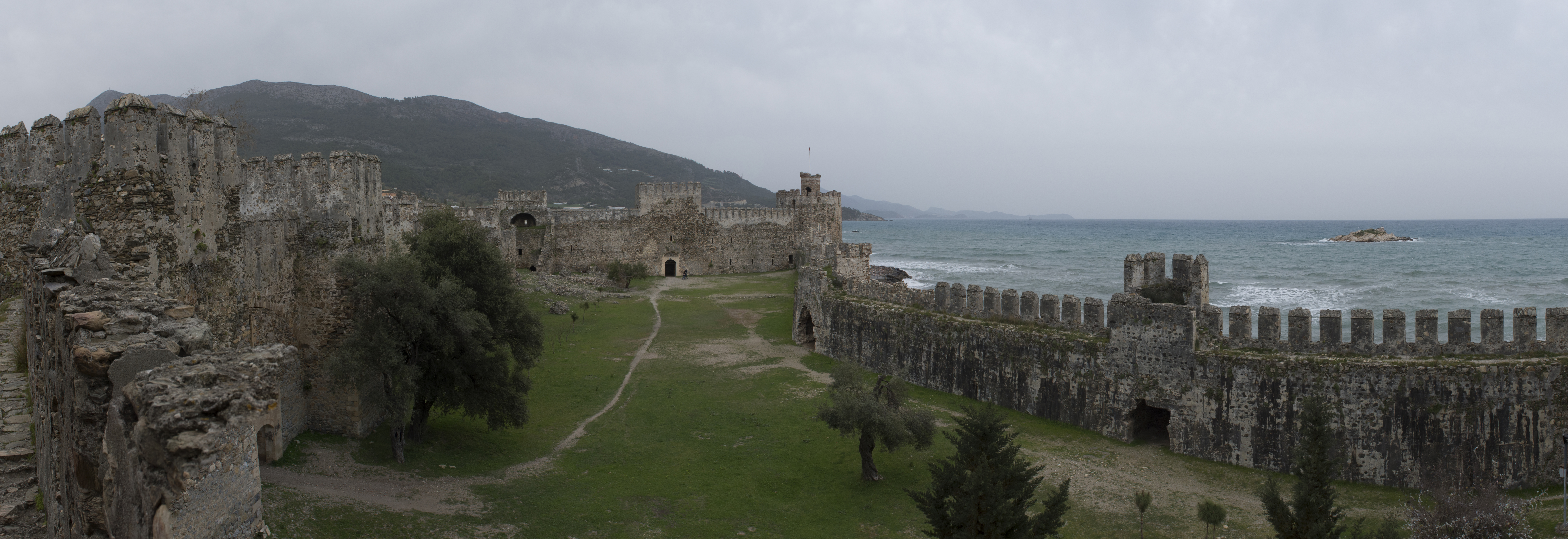
Anamur Castle Inner courtyard 8596 Panorama
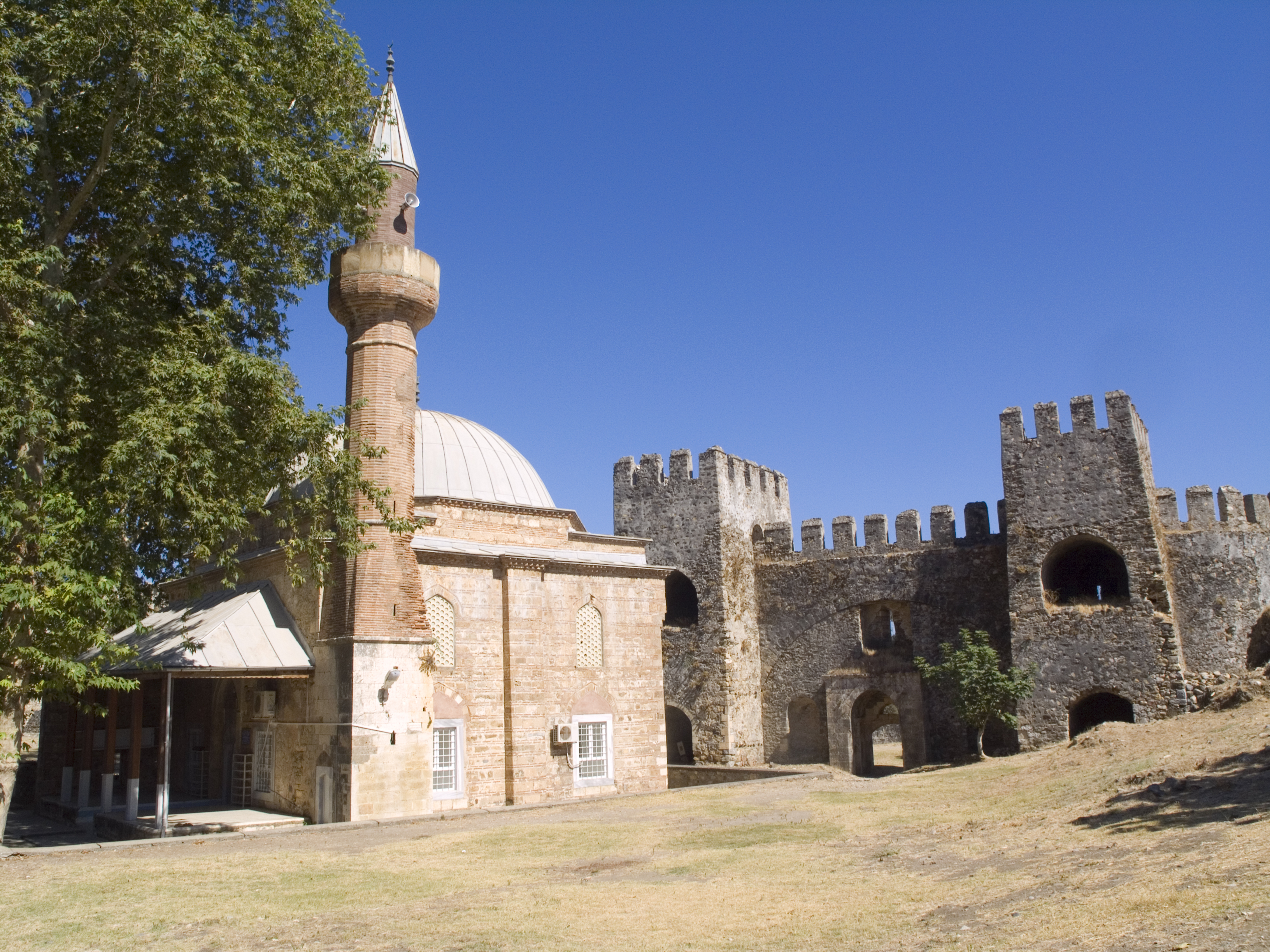
Turkey, Anamur - Mamure Castle 05
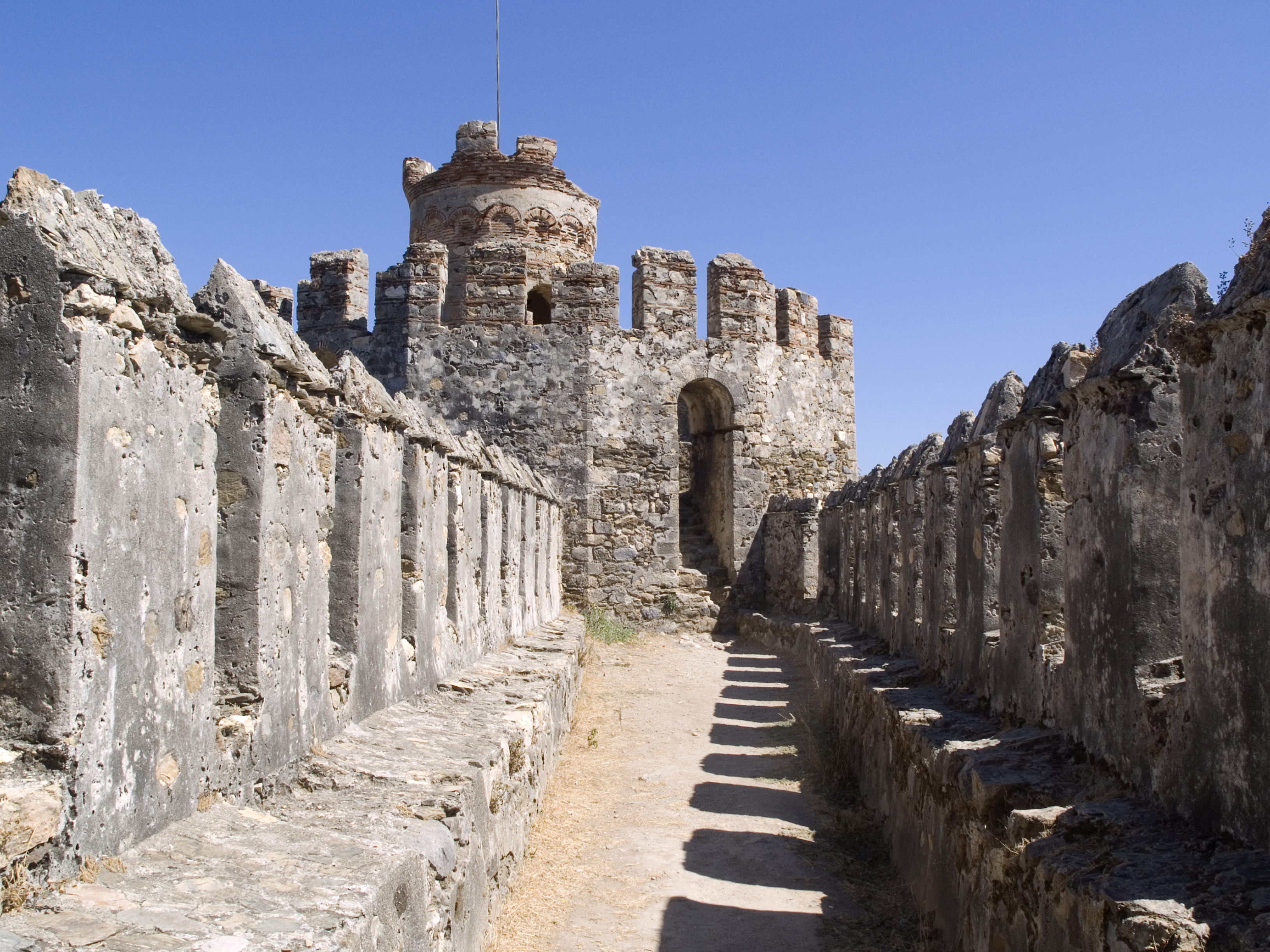
Turkey, Anamur - Mamure Castle 02